# Zadarski list
Zadarski list – chorwacki dziennik wydawany w Zadarze. Został założony w 1994 roku.